# Eleccions generals de Guinea Equatorial de 1988
Les eleccions generals de Guinea Equatorial de 1988 van tenir lloc el 3 i el 10 de juliol de 1988. El Partit Democràtic de Guinea Equatorial (PDGE), fundat l'any anterior, era l'únic partit legal aleshores, ja que va fracassar l'intent al juny de 1988 de legalitzar el partit opositor Partit del Progrés de Guinea Equatorial. EL PDGE presentà una llista única de 60 candidats per als 60 escons, que segons els resultats fou votada pel 99,2% dels electors.

## Resultats
| Partit                                 | Vots | %    | Escons |
| -------------------------------------- | ---- | ---- | ------ |
| Partit Democràtic de Guinea Equatorial |      | 99,2 | 60     |
| Vots en blanc/invàlids                 |      | 0,8  | -      |
| Total                                  |      | 100  | 60     |
| Fonts: Inter-Parliamentary Union       |      |      |        |